# لوكاس فرناندس
لوكاس فرناندس (بالإنجليزية: Lukas Fernandes)‏ هو لاعب كرة قدم أمريكي في مركز الوسط، ولد في 26 فبراير 1998 في روتشستر في الولايات المتحدة. لعب مع بيتسبورغ ريفرهوندز.